# Anton Aristarchov
Anton Andrejevitj Aristarchov (ryska: Антон Андреевич Аристархов), född 11 februari 1999, är en rysk sportskytt.

## Karriär
Aristarchov tävlade för ROC vid olympiska sommarspelen 2020 i Tokyo, där han slutade på 15:e plats i den mixade lagtävlingen i 10 meter luftpistol tillsammans med Margarita Tjernousova.